# Castelul Saint-Germain-en-Laye

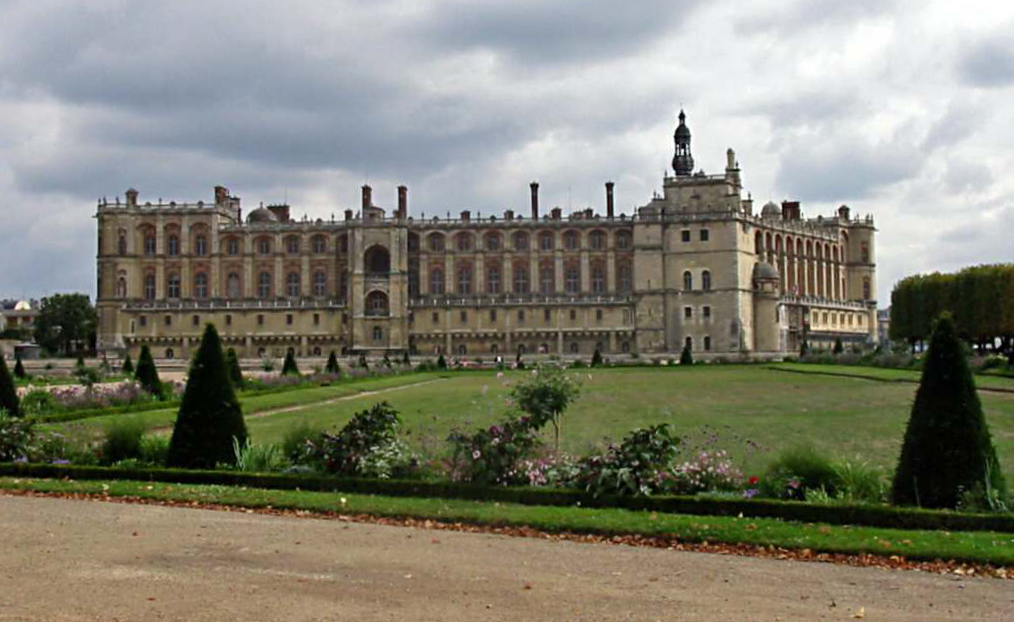
Castelul Saint-Germain-en-Laye.

Castelul Saint-Germain-en-Laye este un palat francez situat în Saint-Germain-en-Laye, în departamentul Yvelines, la 19 km vest de Paris. Astăzi găzduiește Muzeul Național de Arheologie.